# Bianca Lavin De Casas
Bianca Lavin De Casas (Bilbao, 1875 - ?, segle xx) fou una mezzosoprano basca que probablement debutà vers la fi de la dècada de 1890 i la vida de la qual roman incerta, més enllà d'actuacions de diverses actuacions destacades i documentades en diverses ciutats europees i sobretot a Itàlia. A Espanya, tingué prestigi com a cantant de sarsuela.
El 27 d'octubre de 1896 va participar en la primera posada en escena a Madrid de L'holandès errant, sota la direcció musical de Joan Goula. Durant la dècada de 1900, va actuar principalment a València, Madrid (Espanya), Lisboa (Portugal), Montevideo (Uruguai), el Caire (Egipte), Milà, Nàpols, Palerm i Roma (Itàlia). D'aquells anys, la temporada 1901-1902 va actuar també al Gran Teatre del Liceu de Barcelona. En destaca la seva aparició a La Scala de Milà com a Fricka a Die Walküre, on també hi va cantar el paper de Pierotto a Linda di Chamounix, de Gaetano Donizetti. Anys més tard, el 1908, també adquirí prestigi la seva actuació com a Carmen al Teatro Massimo de Palerm, així com la de Brangània a Tristan und Isolde (de Richard Wagner) al Teatro San Carlo de Nàpols. Durant aquell període, les fonts també destaquen el seu paper cantat de Leonora a l'obra La Favorite de Gaetano Donizetti, representada al Teatro Costanzi de Roma. L'any següent, prengué el paper d'Amneris a l'òpera Aida, de Giuseppe Verdi.